# Bertil Göransson
Bertil Edvard Göransson (Limhamn, 9 de febrero de 1919-Vårgårda, 10 de abril de 2004) fue un deportista sueco que compitió en remo como timonel.
Participó en los Juegos Olímpicos de Melbourne 1956, obteniendo una medalla de plata en la prueba de cuatro con timonel. Ganó dos medallas de plata en el Campeonato Europeo de Remo de 1955.

## Palmarés internacional
| Juegos Olímpicos   | Juegos Olímpicos      | Juegos Olímpicos | Juegos Olímpicos   |
| Año                | Lugar                 | Medalla          | Prueba             |
| ------------------ | --------------------- | ---------------- | ------------------ |
| 1956               | Melbourne (Australia) | Medalla de plata | Cuatro con timonel |
| Campeonato Europeo |                       |                  |                    |
| Año                | Lugar                 | Medalla          | Prueba             |
| 1955               | Gante (Bélgica)       | Medalla de plata | Cuatro con timonel |
| 1955               | Gante (Bélgica)       | Medalla de plata | Ocho con timonel   |